# Bafilo
Bafilo ist eine Kleinstadt in Togo. Sie befindet sich im Norden des Landes in der Region Kara und ist der Hauptort der Präfektur Asoli. Die Hauptstadt Lomé liegt etwa 400 Kilometer entfernt im Süden, die Hauptstadt der Region Kara liegt etwa 25 Kilometer im Norden. Etwa 15 km östlich liegt die Grenze zum Nachbarstaat Benin.

## Geschichte
In vorkolonialer Zeit war die Gegend um Bafoli Teil des Königreichs Kotokoli und war von den Mola, einem Clan der zu den Temba gehörenden Gurma bewohnt. Zur deutschen Kolonialzeit war Bafilo die Bezeichnung für mehrere Siedlungen im Verwaltungsbezirk Sokode, der zu der Zeit seinen Sitz in der gleichnamigen Stadt Sokodé hatte.
Während des Ersten Weltkriegs kam es am 13. August 1914 in Bafilo zu einem Scharmützel zwischen französischen und deutschen Truppen. Die französischen Streitkräfte hatten am 8. oder 9. August 1914 erstmals die Grenze zwischen dem französischen Dahomey und der deutschen Kolonie überschritten. Am 13. August kam die Französische Einheit in Kontakt mit deutschen Sicherheitskräften. Nach einigen leichten Kämpfen zog sich die französische Kompanie zurück, da sie stärkerem Widerstand ausgesetzt war als erwartet.

## Heute

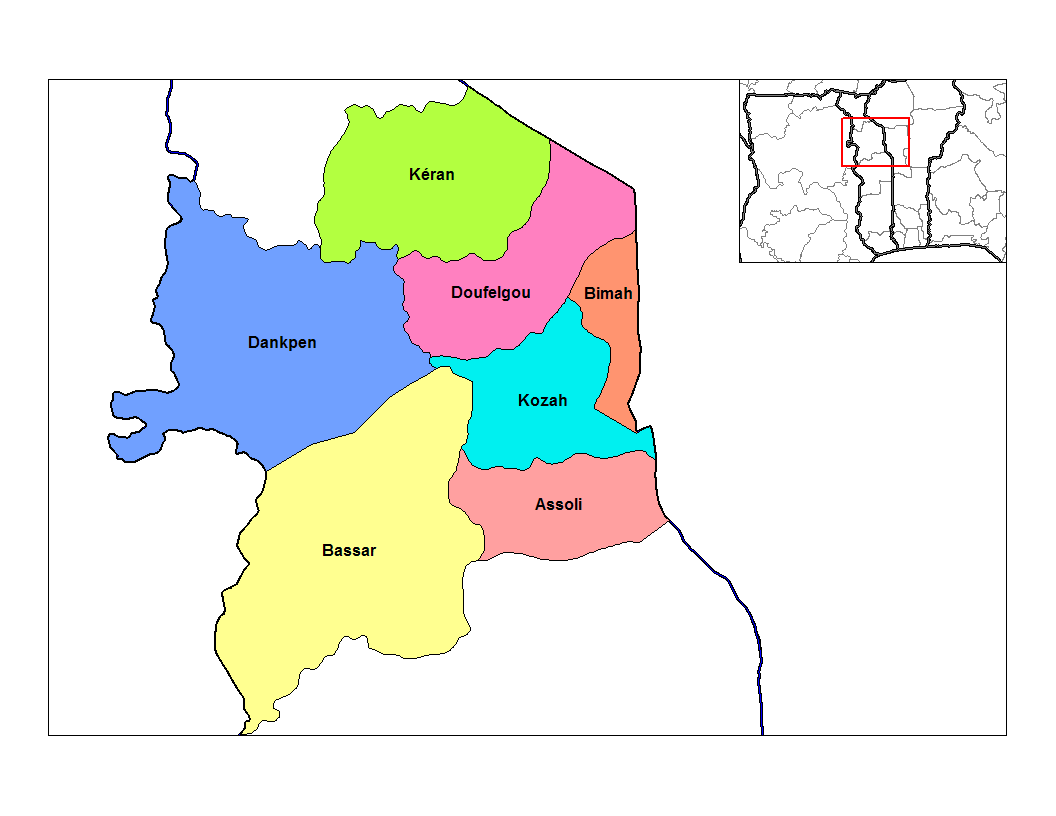
Präfekturen der Region Kara

Heute ist der Ort für seine große Moschee, den Wagassi-Käse, eine lokale Spezialität, sowie die in der Nähe befindlichen Bafilo-Wasserfälle bekannt.
In Nord-Süd-Richtung durchquert die Nationalstraße N1 den Ort, gleichzeitig ist er östlicher Startpunkt der in Ost-West-Richtung verlaufenden Nationalstraße N38.
Im Ort befindet sich auch eine kleine Textilindustrie.